# Gricignano di Aversa
Gricignano di Aversa – miejscowość i gmina we Włoszech, w regionie Kampania, w prowincji Caserta.
Według danych na rok 2004 gminę zamieszkiwały 8903 osoby, 989,2 os./km².